# 圣克拉拉省
聖克拉拉省（西班牙語：Provincia de Santa Clara）曾是古巴歷史上的一個省份，省會聖克拉拉市。其1940年時曾改名拉斯比利亞斯（西班牙語：Las Villas），1978年時被一分為三，為現在的西恩富戈斯省、聖斯皮里圖斯省和比亞克拉拉省。